# شاخص پی‌اس‌ئی
شاخص پی‌اس‌ئی (انگلیسی: PSE Index) شاخص بازار بورس اوراق بهادار فیلیپین است، که در سال ۱۹۸۰ راه‌اندازی شد و هم‌اکنون از ۳۰ شرکت تشکیل می‌شود.

## بازدهی سالانه
جدول زیر توسعه سالانه شاخص مرکب پی‌اس‌ئی از سال ۱۹۸۰ را نشان می‌دهد.
| shg  | سطح پایانی | تغییر در شاخص بر پایه واحد | تغییر در شاخص بر پایه درصد |
| ---- | ---------- | -------------------------- | -------------------------- |
| ۱۹۸۰ | ۲۵۶٫۷۸     |                            |                            |
| ۱۹۸۱ | ۱۸۳٫۹۱     | −۷۲٫۸۷                     | −۲۸٫۳۸                     |
| ۱۹۸۲ | ۱۷۰٫۳۶     | −۱۳٫۵۵                     | −۷٫۳۷                      |
| ۱۹۸۳ | ۱۶۷٫۴۹     | −۲٫۸۷                      | −۱٫۶۸                      |
| ۱۹۸۴ | ۱۰۰٫۲۹     | −۶۷٫۲۰                     | −۴۰٫۱۲                     |
| ۱۹۸۵ | ۱۳۱٫۱۹     | ۳۰٫۹۰                      | ۳۰٫۸۱                      |
| ۱۹۸۶ | ۴۲۴٫۸۱     | ۲۹۳٫۶۲                     | ۲۲۳٫۸۱                     |
| ۱۹۸۷ | ۸۱۳٫۱۷     | ۳۸۸٫۳۶                     | ۹۱٫۴۲                      |
| ۱۹۸۸ | ۸۴۱٫۶۵     | ۲۸٫۴۸                      | ۳٫۵۰                       |
| ۱۹۸۹ | ۱٬۱۰۴٫۵۷   | ۲۶۲٫۹۲                     | ۳۱٫۲۴                      |
| ۱۹۹۰ | ۶۵۱٫۷۸     | −۴۵۲٫۷۹                    | −۴۰٫۹۹                     |
| ۱۹۹۱ | ۱٬۱۵۱٫۸۷   | ۵۰۰٫۰۹                     | ۷۶٫۷۳                      |
| ۱۹۹۲ | ۱٬۲۵۶٫۲۲   | ۱۰۴٫۳۵                     | ۹٫۰۶                       |
| ۱۹۹۳ | ۳٬۱۹۶٫۰۸   | ۱٬۹۳۹٫۸۶                   | ۱۵۴٫۴۲                     |
| ۱۹۹۴ | ۲٬۷۸۵٫۸۱   | −۴۱۰٫۲۷                    | −۱۲٫۸۴                     |
| ۱۹۹۵ | ۲٬۵۹۴٫۱۸   | −۱۹۱٫۶۳                    | −۶٫۸۸                      |
| ۱۹۹۶ | ۳٬۱۷۰٫۵۶   | ۵۷۶٫۳۸                     | ۲۲٫۲۲                      |
| ۱۹۹۷ | ۱٬۸۶۹٫۲۳   | −۱٬۳۰۱٫۳۳                  | −۴۱٫۰۴                     |
| ۱۹۹۸ | ۱٬۹۶۸٫۷۸   | ۹۹٫۵۵                      | ۵٫۳۳                       |
| ۱۹۹۹ | ۲٬۱۴۲٫۹۷   | ۱۷۴٫۱۹                     | ۸٫۸۵                       |
| ۲۰۰۰ | ۱٬۴۹۴٫۵۰   | −۶۴۸٫۴۷                    | −۳۰٫۲۶                     |
| ۲۰۰۱ | ۱٬۱۶۸٫۰۸   | −۳۲۶٫۴۲                    | −۲۱٫۸۴                     |
| ۲۰۰۲ | ۱٬۰۱۸٫۴۱   | −۱۴۹٫۶۷                    | −۱۲٫۸۱                     |
| ۲۰۰۳ | ۱٬۴۴۲٫۳۷   | ۴۲۳٫۹۶                     | ۴۱٫۶۳                      |
| ۲۰۰۴ | ۱٬۸۲۲٫۸۳   | ۳۸۰٫۴۶                     | ۲۶٫۳۸                      |
| ۲۰۰۵ | ۲٬۰۹۶٫۰۴   | ۲۷۳٫۲۱                     | ۱۴٫۹۹                      |
| ۲۰۰۶ | ۲٬۹۸۲٫۵۴   | ۸۸۶٫۵۰                     | ۴۲٫۲۹                      |
| ۲۰۰۷ | ۳٬۶۲۱٫۶۰   | ۶۳۹٫۰۶                     | ۲۱٫۴۳                      |
| ۲۰۰۸ | ۱٬۸۷۲٫۸۵   | −۱٬۷۴۸٫۷۵                  | −۲۸٫۲۹                     |
| ۲۰۰۹ | ۳٬۰۵۲٫۶۸   | ۱٬۱۷۹٫۸۳                   | ۶۳٫۰۰                      |
| ۲۰۱۰ | ۴٬۲۰۱٫۱۴   | ۱٬۱۴۸٫۴۶                   | ۳۷٫۶۲                      |
| ۲۰۱۱ | ۴٬۳۷۱٫۹۶   | ۱۷۰٫۸۲                     | ۴٫۰۷                       |
| ۲۰۱۲ | ۵٬۸۱۲٫۷۳   | ۱٬۴۴۰٫۷۷                   | ۳۲٫۹۵                      |
| ۲۰۱۳ | ۵٬۸۸۹٫۸۳   | ۷۷٫۱۰                      | ۱٫۳۳                       |
| ۲۰۱۴ | ۷٬۲۳۰٫۵۷   | ۱٬۳۴۰٫۷۴                   | ۲۲٫۷۶                      |
| ۲۰۱۵ | ۶٬۹۵۲٫۰۸   | −۲۷۸٫۴۹                    | −۳٫۸۵                      |
| ۲۰۱۶ | ۶٬۸۴۰٫۶۴   | −۱۱۱٫۴۴                    | −۱٫۶۰                      |
| ۲۰۱۷ | ۸٬۵۵۸٫۴۲   | ۱٬۷۱۷٫۷۸                   | ۲۵٫۱۱                      |
| ۲۰۱۸ | ۷٬۴۶۶٫۰۲   | −۱٬۰۹۲٫۴۰                  | −۱۲٫۷۶                     |
| ۲۰۱۹ | ۷٬۸۱۵٫۲۶   | ۳۴۹٫۲۴                     | ۴٫۶۸                       |
| ۲۰۲۰ | ۷٬۱۳۹٫۷۱   | -۶۷۵٫۵۵                    | -۸٫۶۴                      |